# Sukūn (Sängersklavin)
Sukūn, arabisch سُكُون, geb. im 8. oder 9. Jahrhundert, gest. im 8. oder 9. Jahrhundert, war eine Sängersklavin im Besitz des Tahir bin al-Hussain aus der Dynastie der Tahiriden. Zudem war sie dessen Konkubine.

## Leben
Sukūn war eine muwallada - von gemischter ethnischer Herkunft - und stammte aus einem Beduinenstamm von der Sinai-Halbinsel. Sie wurde im Hause des Kasḥir bin Muḥammad aufgezogen und zusammen mit anderen Mädchen zu einer Sängersklavin ausgebildet. Später bekam sie Unterricht von dem berühmten Musiker und Sängersklavinnen-Ausbilder Ishaq al-Mausili (767/772 – 850).
Später wurde sie eine Sklavin des Tahir bin al-Hussain, eines Mitgliedes der Tahiriden-Dynastie, der später zum Gouverneur der Abbasiden-Kalifat-Provinz Chorasan ernannt wurde. Sie war zudem dessen Konkubine. Zeitweise wurde sie in Tahirs Gunst von einer konkurrierenden Sklavin verdrängt.

## Rezeption
Sukūn wird in der klassisch-arabischen Literatur unter anderem im Lexikon von Masālik al-abṣār fī mamālik al-amṣār des Ibn Fadlallah al-Umari (1301–1349) erwähnt, der sie zu den großen Dichtern zählt.

### Arabische Primärquellen
- Ibn Fadlallah al-Umari (1301–1349): Masālik al-abṣār fī mamālik al-amṣār.

### Sekundärliteratur
- Yasemin Gökpinar: Der ṭarab der Sängersklavinnen: Masālik al-abṣār fī mamālik al-amṣār von Ibn Faḍlallāh al-ʿUmarī (gest. 749/1349): Textkritische Edition des 10. Kapitels Ahl ʿilm al-mūsīqī mit kommentierter Übersetzung, Ergon Verlag, Baden-Baden 2021.